# أمريكيون إسكتلنديون
أمريكيون اسكتلنديون (بالإنجليزية: Scottish Americans، بالاسكتلندية: Scots-American، بالغيلية الاسكتلندية: Ameireaganaich Albannach) هم مواطنو الولايات المتحدة من أصل اسكتلندي وتعود أصولهم إلى اسكتلندا أو مملكة اسكتلندا ويشكلون حوالي 8% من الشعب الأمريكي بعد الأمريكيون الإنجليز ويليهم الأمريكيون الإيطاليون وقُدِر عددهم بحوالي 23,456,607 نسمة في عام 2015.
وصلت أولى الدفعات الكبيرة من المهاجرين الاسكتلنديين إلى الولايات المتحدة بدءاً من مستهل القرن الثامن عشر وتسارعت عقب اندلاع الانتفاضة اليعقوبية عام 1745 وهو ما أدى إلى تفكك وانحلال التظيم العشائري في اسكتلندا. ونظراً لهذا فقد ذهب الاسكتلنديين الذين تعرضوا للتهجير بحثاً عن حياةٍ أفضل في المستعمرات الثلاثة عشر كانت قابعة تحت الحكم البريطاني، واستقروا في بادئ الأمر في كارولاينا الجنوبية وفرجينيا وما حولها وانتشروا في الأجيال التالية لغيرها من ولايات ومناطق البلاد.

## تعداد الاسكتلنديون الأمريكيون
| عدد الاسكتلنديون الأمريكيون             | عدد الاسكتلنديون الأمريكيون | عدد الاسكتلنديون الأمريكيون | عدد الاسكتلنديون الأمريكيون                   | عدد الاسكتلنديون الأمريكيون                   |                                               |                                               |
| السنة                                   | المرجع                      | العدد                       | النسبة المئوية من مجموع سكان الولايات المتحدة | النسبة المئوية من مجموع سكان الولايات المتحدة | النسبة المئوية من مجموع سكان الولايات المتحدة | النسبة المئوية من مجموع سكان الولايات المتحدة |
| --------------------------------------- | --------------------------- | --------------------------- | --------------------------------------------- | --------------------------------------------- | --------------------------------------------- | --------------------------------------------- |
| 1980                                    | [ 10 ]                      | 10,048,816                  | 4.44                                          | 4.44                                          |                                               |                                               |
| 1990                                    | [ 11 ]                      | 5,393,581                   | 2.2                                           | 2.2                                           |                                               |                                               |
| 2000                                    | [ 12 ]                      | 4,890,581                   | 1.7                                           | 1.7                                           |                                               |                                               |
| 2010                                    | [ 13 ]                      | 5,460,679                   | 3.1                                           | 3.1                                           |                                               |                                               |
| عدد الأمريكيون الاسكتلنديون-الأيرلنديون |                             |                             |                                               |                                               |                                               |                                               |
| السنة                                   | المرجع                      | العدد                       | النسبة المئوية من مجموع سكان الولايات المتحدة | النسبة المئوية من مجموع سكان الولايات المتحدة | النسبة المئوية من مجموع سكان الولايات المتحدة | النسبة المئوية من مجموع سكان الولايات المتحدة |
| 1980                                    | [ 10 ]                      | 16,418                      | 0.007                                         | 0.007                                         |                                               |                                               |
| 1990                                    | [ 11 ]                      | 5,617,773                   | 2.3                                           | 2.3                                           |                                               |                                               |
| 2000                                    | [ 12 ]                      | 4,319,232                   | 1.5                                           | 1.5                                           |                                               |                                               |
| 2010                                    | [ 13 ]                      | 3,257,161                   | 1.9                                           | 1.9                                           |                                               |                                               |

### المستعمرات من 1700 حتى 1775
| التركيبة الإثنية في المستعمرات الأمريكية البريطانية في الأعوام 1700 · 1755 · 1775 | التركيبة الإثنية في المستعمرات الأمريكية البريطانية في الأعوام 1700 · 1755 · 1775 | التركيبة الإثنية في المستعمرات الأمريكية البريطانية في الأعوام 1700 · 1755 · 1775 | التركيبة الإثنية في المستعمرات الأمريكية البريطانية في الأعوام 1700 · 1755 · 1775 | التركيبة الإثنية في المستعمرات الأمريكية البريطانية في الأعوام 1700 · 1755 · 1775 | التركيبة الإثنية في المستعمرات الأمريكية البريطانية في الأعوام 1700 · 1755 · 1775 |
| 1700                                                                              | النسبة المئوية                                                                    | 1755                                                                              | النسبة المئوية                                                                    | 1775                                                                              | النسبةالمئوية                                                                     |
| --------------------------------------------------------------------------------- | --------------------------------------------------------------------------------- | --------------------------------------------------------------------------------- | --------------------------------------------------------------------------------- | --------------------------------------------------------------------------------- | --------------------------------------------------------------------------------- |
| إنجليز وويلزيون                                                                   | 80.0%                                                                             | إنجليزي وويلزي                                                                    | 52.0%                                                                             | إنجليزي                                                                           | 48.7%                                                                             |
| أفارقة                                                                            | 11.0%                                                                             | أفارقة                                                                            | 20.0%                                                                             | أفارقة                                                                            | 20.0%                                                                             |
| هولنديون                                                                          | 4.0%                                                                              | ألمان                                                                             | 7.0%                                                                              | اسكتلنديون-أيرلنديون                                                              | 7.8%                                                                              |
| اسكتلنديون                                                                        | 3.0%                                                                              | اسكتلنديون-أيرلنديون                                                              | 7.0%                                                                              | ألمان                                                                             | 6.9%                                                                              |
| أوروبيون آخرون                                                                    | 2.0%                                                                              | أيرلنديون                                                                         | 5.0%                                                                              | اسكتلنديون                                                                        | 6.6%                                                                              |
|                                                                                   |                                                                                   | اسكتلنديون                                                                        | 4.0%                                                                              | هولنديون                                                                          | 2.7%                                                                              |
|                                                                                   |                                                                                   | هولنديون                                                                          | 3.0%                                                                              | فرنسيون                                                                           | 1.4%                                                                              |
|                                                                                   |                                                                                   | أوروبيون آخرون                                                                    | 2.0%                                                                              | سويديون                                                                           | 0.6%                                                                              |
|                                                                                   |                                                                                   |                                                                                   |                                                                                   | آخرون                                                                             | 5.3%                                                                              |
| المستعمرات                                                                        | 100%                                                                              | المستعمرات                                                                        | 100%                                                                              | المستعمرات الثلاثة عشر                                                            | 100%                                                                              |

### التاريخ السكاني الإحصائي
يُقدر عدد الأمريكيين ذوي الأصول الاسكتلندية حالياً بما يتراوح من عشرين حتى خمسة وعشرين مليوناً، حيث يشكلون ما يصل إلى نسبة 8.3% من مجموع سكان الولايات المتحدة. أما الأشخاص ذوي الأصول الاسكتلندية-الأيرلندية فتتراوح أعدادهم من سبعة وعشرين حتى الثلاثين مليوناً، وبذلك فإنهم يشكلون ما يصل إلى نسبة 10% من مجموع سكان البلاد. كما يُلاحظ تداخل المجموعات الفرعية وصعوبة تمييزها عن بعضها البعض بسبب اشتراكهم بأسماء العائلة.
ينحدر غالبية الأمريكيون ذوي الأصول الاسكتلندية-الأيرلندية من الأراضي المنخفضة الاسكتندية وشمال إنجلترا قبل الهجرة إلى مقاطعة أولستر شمالي جزيرة أيرلندا ومن ثم جرى بعد حوالي خمسة أجيال لاحقة هجرة بأعداد كبيرة إلى أمريكا الشمالية خلال القرن الثامن عشر.
كان عدد سكان المستعمرات الأمريكية 250,888 نسمة في عام 1700، وكان منهم 223,071 نسمة (89%) من البيض وشكل الاسكتلنديون نسبة 3.0%.
بلغ عدد الذين سجلوا أصولهم على أنها اسكتلندية بحسب تعداد عام 2000 نحو 4.8 مليون أمريكي، ما يمثل نسبة 1.7% من المجموع الكلي للسكان. وسجل حوالي 4.3 مليون نسمة أصولهم على أنها اسكتلندية-أيرلندية (وهم ذوي أصول المهاجرين الاسكتلنديين في أيرلندا الذين قدموا للولايات المتحدة) ما يعني أن حوالي 9.2 مليون أمريكي سجلوا أن لديهم أحد أشكال الأصول الاسكتلندية.
يعتبر الديموغرافيون أعداد السكان الذين سجلوا أصولهم الاسكتلندية بأنها أقل بكثير من أعداد أولئك غير المسجلين حيث من المعروف أن غالبية الأشخاص ذوي الأصول المختلطة لا يسجلون أصولهم الاسكتلندية مما يقلل من تمثيلهم على نحو غير تناسبي ويتضح هذا عند النظر إلى المناطق التي اعتبر فيها السكان أن أصولهم «أمريكية» فهي ذاتها المناطق التي أقام فيها البروتستانت من الاسكتلنديون والاسكتلنديون-الأيرلنديون تاريخياً في أمريكا الشمالية ألا وهي المناطق الواقعة على طول الساحل الشرقي للقارة ومنطقة أبالاشيا وجنوب شرقي الولايات المتحدة. وتتركز تجمعات الأمريكيين الاسكتلنديين لأولئك المنحدرة أصولهم من المهاجرين الاسكتلنديين الذين قدموا للبلاد خلال القرن التاسع عشر في المناطق الغربية، أما الذين يكثرون في منطقة نيو إنجلاند فترجع أصولهم إلى المهاجرين الذي يغلب عليهم متحدثي الغيلية ممن قدِموا من المقاطعات البحرية في كندا بدءاً من ثمانينات القرن التاسع عشر. إن عدد الأمريكيين ذوي الأصول الاسكتلندية يزيد على عدد سكان اسكتلندا التي بلغ عدد سكانها من الإثنية الاسكتلندية 4,459,071 نسمة أو ما يُمثل نسبة 88.09% من مجموع السكان بحسب تعداد اسكتلندا عام 2001.

### الأعداد حسب الولاية
| مقارنة ما بين تعداد 1790 وتعداد 2000 | مقارنة ما بين تعداد 1790 وتعداد 2000 | مقارنة ما بين تعداد 1790 وتعداد 2000 | مقارنة ما بين تعداد 1790 وتعداد 2000 | مقارنة ما بين تعداد 1790 وتعداد 2000 | مقارنة ما بين تعداد 1790 وتعداد 2000 |
| تقديرات عام 1790                     | تقديرات عام 1790                     | تقديرات عام 1790                     | تعداد عام 2000                       | تعداد عام 2000                       | تعداد عام 2000                       |
| الأصل                                | العدد                                | النسبة المئوية من المجموع الكلي      | الأصل                                | العدد                                | النسبة المئوية من المجموع الكلي      |
| ------------------------------------ | ------------------------------------ | ------------------------------------ | ------------------------------------ | ------------------------------------ | ------------------------------------ |
| إنجليزي                              | 1,900,000                            | 47.5                                 | ألماني                               | 42,885,162                           | 15.2                                 |
| أفريقي                               | 750,000                              | 19.0                                 | أفريقي                               | 36,419,434                           | 12.9                                 |
| اسكتلندي-أيرلندي                     | 320,000                              | 8.0                                  | أيرلندي                              | 30,594,130                           | 10.9                                 |
| ألماني                               | 280,000                              | 7.0                                  | إنجليزي                              | 24,515,138                           | 8.7                                  |
| أيرلندي                              | 200,000                              | 5.0                                  | مكسيكي                               | 20,640,711                           | 7.3                                  |
| اسكتلندي                             | 160,000                              | 4.0                                  | إيطالي                               | 15,723,555                           | 5.6                                  |
| ويلزي                                | 120,000                              | 3.0                                  | فرنسي                                | 10,846,018                           | 3.9                                  |
| هولندي                               | 100,000                              | 2.5                                  | هسباني                               | 10,017,244                           | 3.6                                  |
| فرنسي                                | 80,000                               | 2.0                                  | بولندي                               | 8,977,444                            | 3.2                                  |
| أمريكيون أصليون                      | 50,000                               | 1.0                                  | اسكتلندي                             | 4,890,581                            | 1.7                                  |
| إسباني                               | 20,000                               | 0.5                                  | هولندي                               | 4,542,494                            | 1.6                                  |
| سويدي أو آخر                         | 20,000                               | 0.5                                  | نرويجي                               | 4,477,725                            | 1.6                                  |
|                                      |                                      |                                      | اسكتلندي-أيرلندي                     | 4,319,232                            | 1.5                                  |
| بريطاني (مجموع)                      | 2,500,000                            | 62.5                                 | بريطاني (مجموع)                      | 36,564,465                           | 12.9                                 |
| الولايات المتحدة                     | 3,929,326                            | 100                                  | الولايات المتحدة                     | 281,421,906                          | 100                                  |

الولايات التي يعيش فيها أكبر عدد من السكان اسكتلنديون:
- كاليفورنيا - 519,955 (يشكلون 1.4% من مجموع سكان الولاية)
- تكساس - 369,161 (1.5%)
- فلوريدا - 296,667 (1.6%)
- كارولاينا الشمالية - 245,021 (2.6%)
- ميشيغان - 227,372 (2.3%)
- نيويورك - 215,898 (1.1%)
- أوهايو - 214,649 (1.9%)
- واشنطن - 200,085 (3.0%)

الولايات التي يقيم فيها أعلى نسب من الاسكتلنديين:
- مين (يشكلون 5.5% من مجموع سكان الولاية)
- يوتا (4.6%)
- نيوهامبشير (4.4%)
- فيرمونت (4.3%)
- وايومنغ (3.7%)
- أيداهو (3.3%)
- أوريغون ومونتانا (كل واحدة بها 3.1%)
- واشنطن (3.0%)